# Кучино (Вологодская область)
Кучино — деревня в Вологодском районе Вологодской области.
Входит в состав Старосельского сельского поселения, с точки зрения административно-территориального деления — в Старосельский сельсовет.
Расстояние по автодороге до районного центра Вологды — 54 км, до центра муниципального образования Стризнево — 13 км. Ближайшие населённые пункты — Жуково, Широгорье, Шеломово, Клюшниково, Князево, Абрамово, Сарейка, Силино.
По переписи 2002 года население — 12 человек.